# モモタマナ

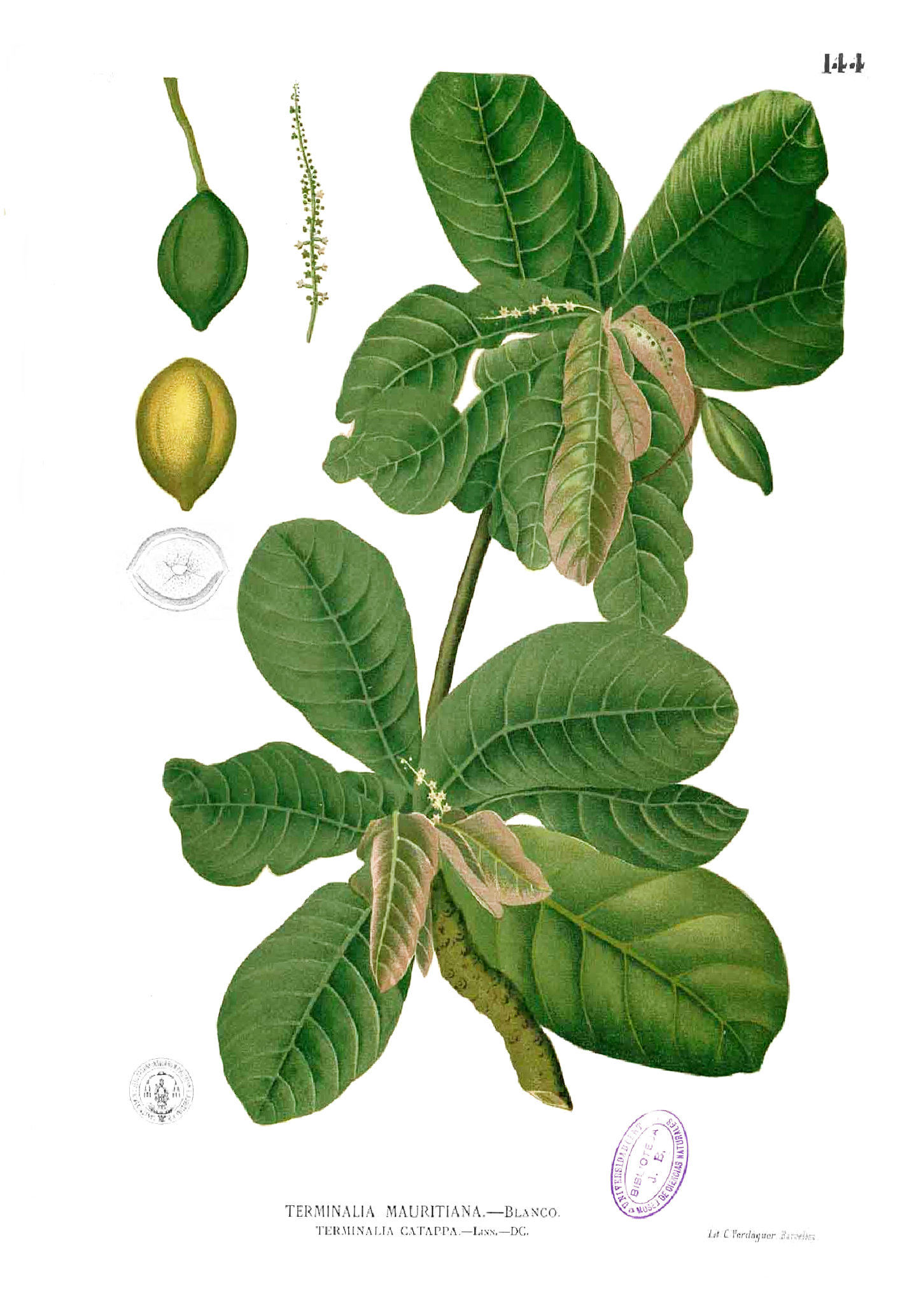
図版

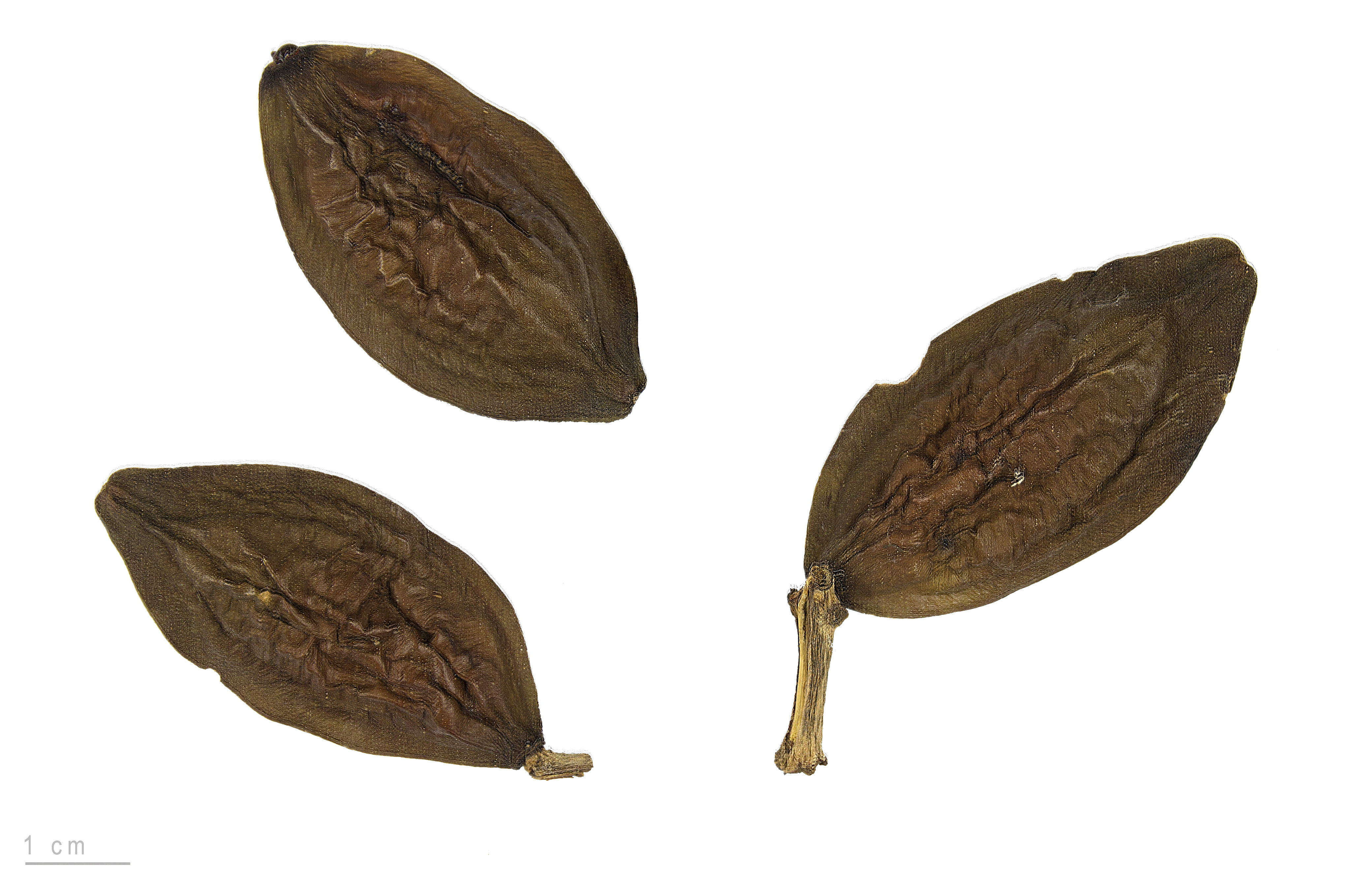
Terminalia catappa

モモタマナ Terminalia catappa L. は、シクンシ科に属する樹木。太平洋諸島などに広く分布する。葉が大きく、枝振りが美しいので植栽されることが多い。

## 概説
シクンシ科に所属する植物は熱帯を中心に種数が多いが、日本に産するものは3種ほどしかない。本種はそのうちの1つである。太平洋諸島からインドにわたる熱帯域を中心に分布し、日本では琉球列島と小笠原に分布する。葉が大きくて倒卵形をしている。果実が水に浮いて分散する。
大きな木になるが、枝が水平に伸び、また大きな葉をまとめて広げるので、木陰を作る。その為もあり、古くから村落の集会所や墓地などに植栽されてきた。現在でも街路樹や公園樹としてよく利用される。また果実は食用にもなる。

## 特徴
半落葉性の高木。大きいものでは高さ25m、幹の径は1mにも達し、樹冠は平らに広がる。小枝は輪生するように出て、無毛、またはほぼ無毛。葉はその先端に束生する。葉は革質で、長さ20-25cm、全体にほぼ無毛ながら葉柄と中脈に多少の毛がある。葉柄は短くて太く、溝があり、先端には蜜腺がある場合がある。葉身は倒卵形で、縁は滑らかで先端は丸く、基部は耳状、つまり葉柄に着くところはくぼんで両側が丸く突き出す。落葉する前には、往々にして紅葉する。
花期は5-7月。穂状花序を葉腋に生じる。花序は長さ6-8cmで、先端の方には雄性花を、基部の方には雌性花、あるいは両性花をつける。花は白くて径5mm、萼は鐘型で内側に星状毛が密生し、萼裂片5個は早くに脱落する。花弁はない。果実は熟すると長さ3-6cmになり、楕円形で多少とも扁平、両側に竜骨状の突起があって、緑色か、その上に赤みを帯びる。果皮は繊維質で、内側の内果皮は硬く、海水に浮くことが出来る。

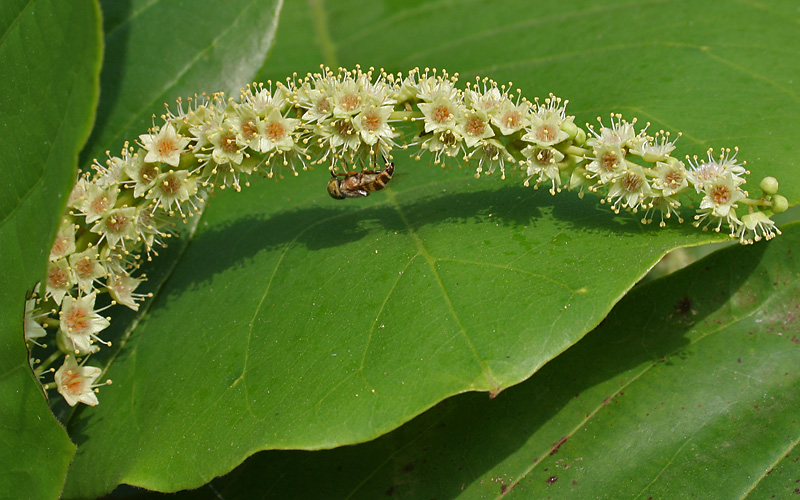
穂状花序
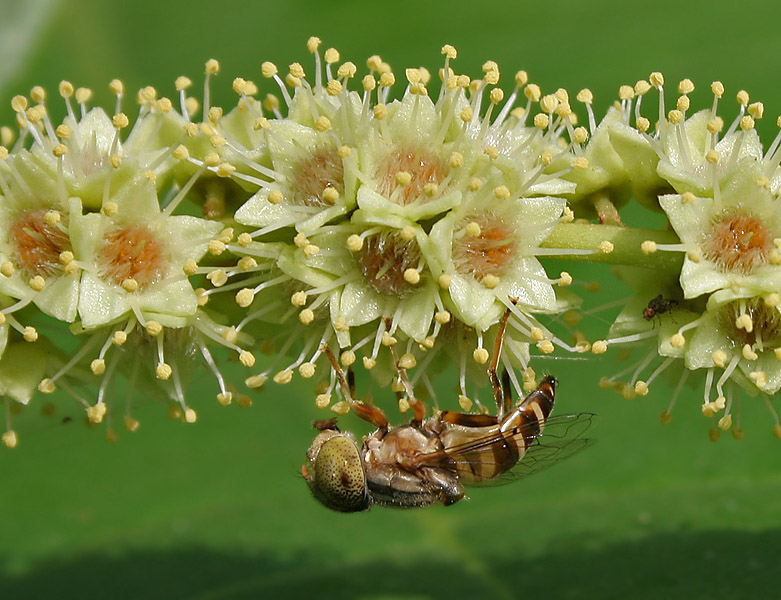
花の拡大
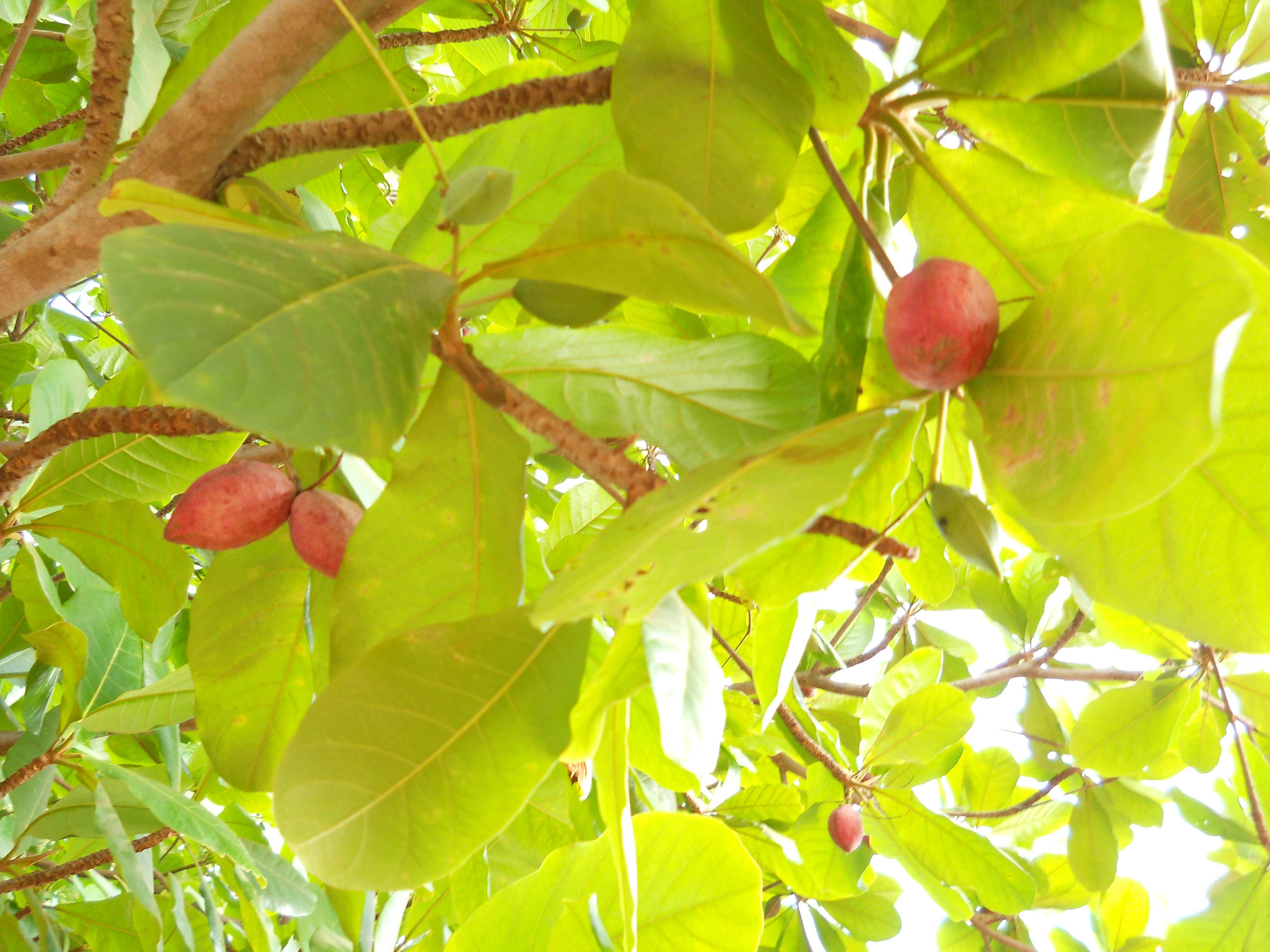
結実の様子

### 樹形について
この木は枝が横に広がり、上が平らな樹形になりやすい。これは上向きの枝があまり伸長せず、その前にその下から側方に伸びる枝がより発達するためである。その側枝が横に伸びてゆくために、平らに広がった枝振りが作られる。この様な茎の伸び方を添伸型（てんしんけい）と言うが、本種はこの型の成長をするものの代表的なものである。

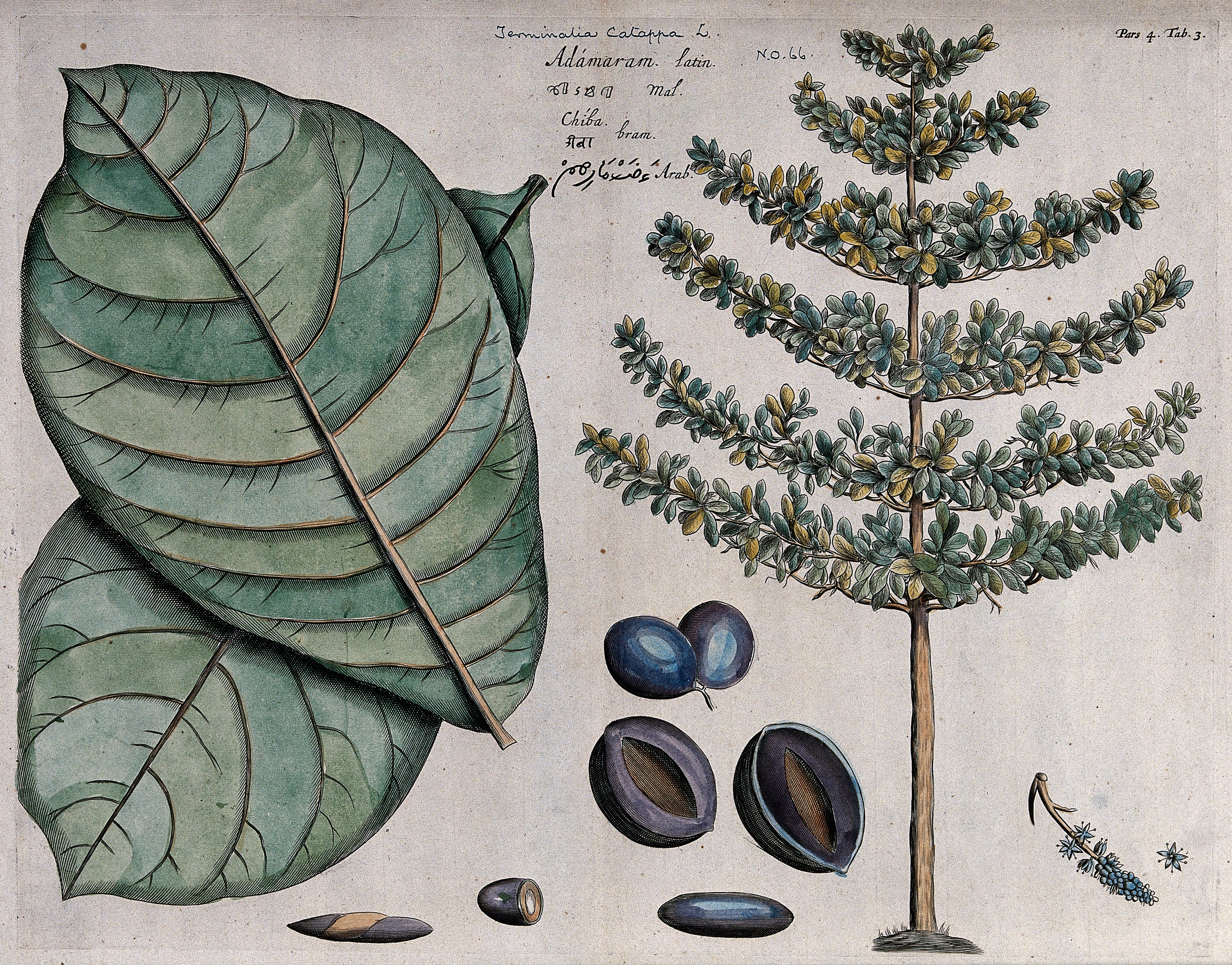
図版・枝振りを示す
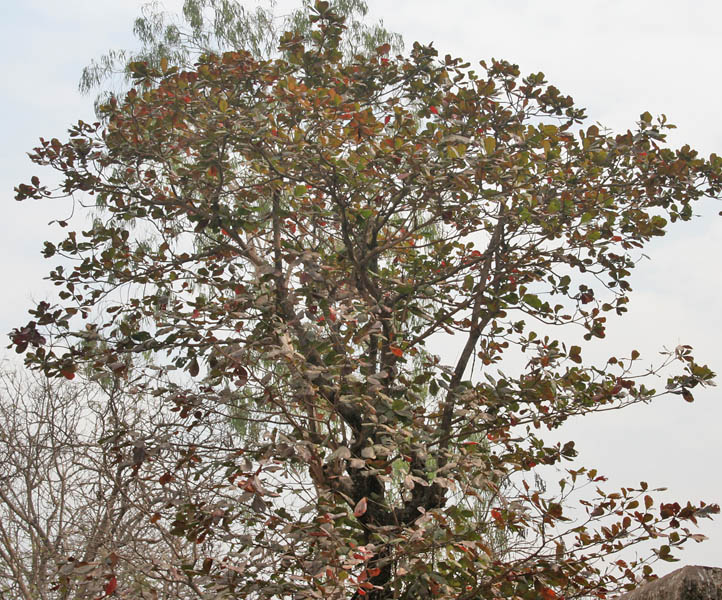
大木の様子
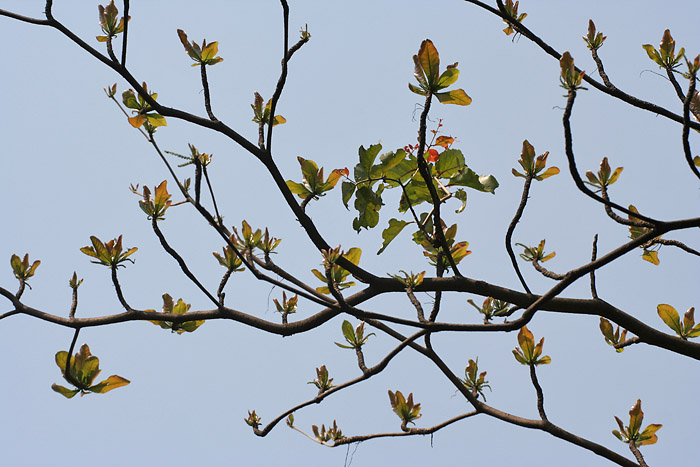
枝の様子

## 和名
モモタマナが標準和名であるが、別名はコバテイシである。ただし初島(1975)はコバテイシの方を標準名に採用している。この名は沖縄における方言名に由来するようで、沖縄県各地でコバテイシ、あるいはクファディーサ、クワディーサーあるいはそれらに類する方言名が伝えられる。

## 分布と生育環境
日本では沖縄島以南の琉球列島、及び小笠原諸島に分布し、国外では台湾、中国南部から旧世界の熱帯域に広く分布する。
下述のようによく栽培されるが、自生のものは海岸にある。果実が水に浮くため、海水に浮かんで漂流し、潮流によって分散するものと考えられる。

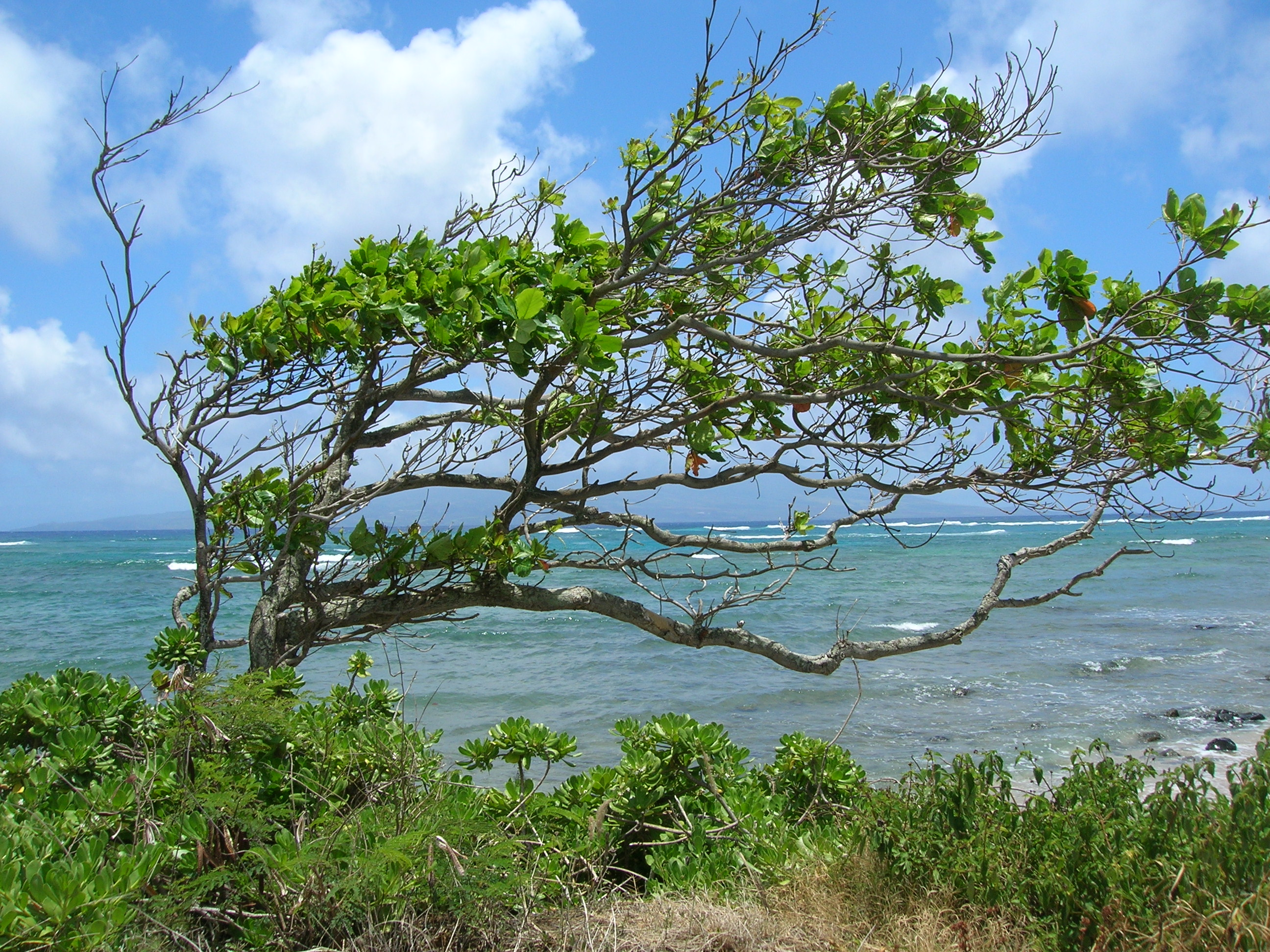
海岸のもの
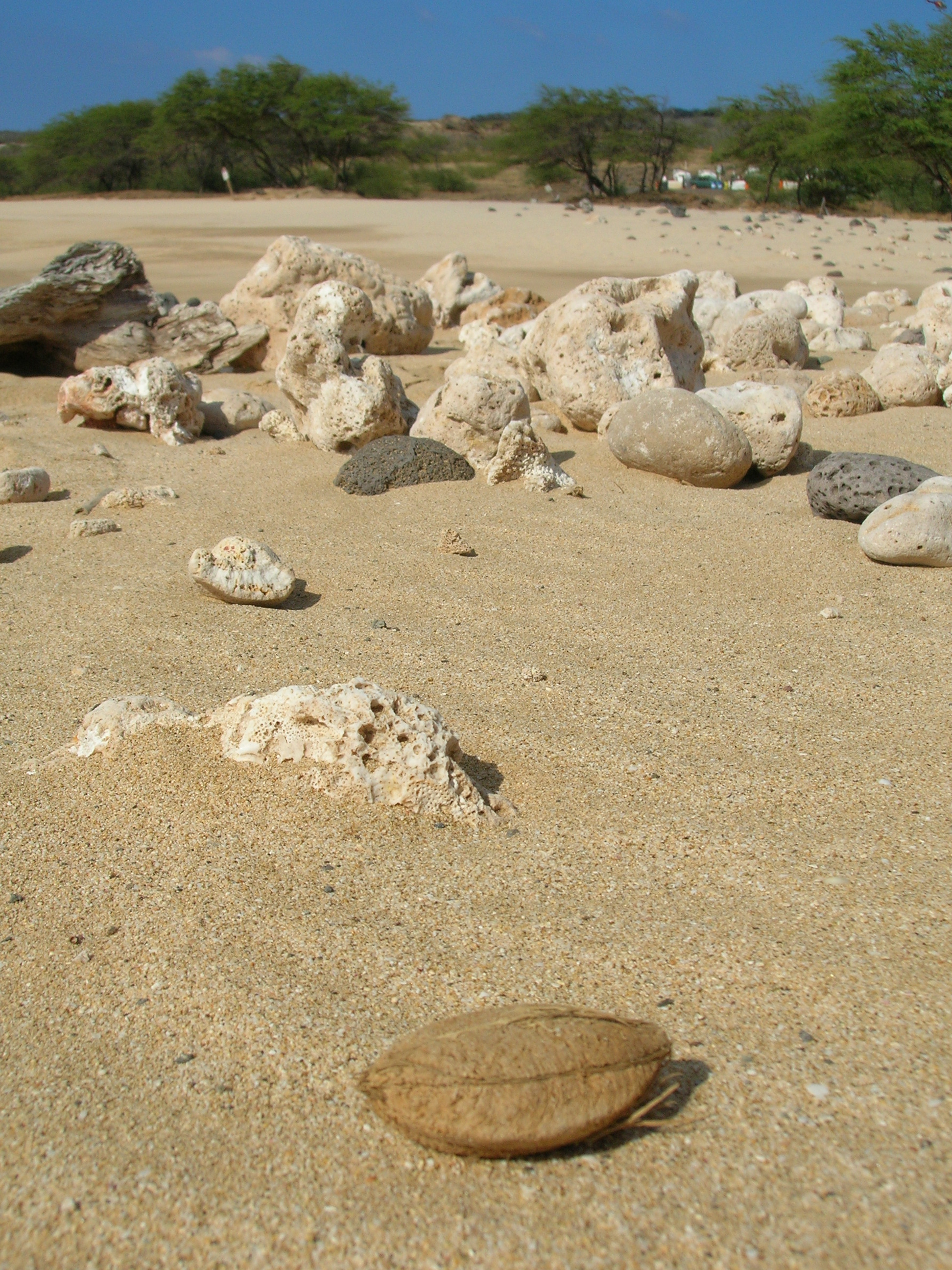
砂浜に転がる果実

## 分類
モモタマナ属には世界に250種ほどが知られる。日本には本種ともう1種、以下の種が知られる。
- Terminalia nitens Presl テリハモモタマナ

葉は本種よりやや小さくて長さ10-15cm、葉の基部はくさび形であること、全株無毛である点などで区別出来る。日本では琉球列島の西表島にのみ産し、国外ではフィリピンから知られる。

## 利用
水平に広がって出る枝先に束生する大きな葉が広がり、その下は気持ちの良い木陰となる。そのため日陰を作る街路樹として広く植栽される。沖縄では古来より村落の集会所や墓地によく栽培された。
材質として、辺材は淡黄色で、中心はより色濃くて暗褐色になる。材質は緻密で、工作は比較的容易である。建材や家具材、造船材に使われる。南洋ではカヌーを作るのに用いる。
果実からは油が取れる。仁を炒って食べるとラッカセイに似て美味である。これを Country almond と呼ぶ。小笠原諸島では、子供を中心に食べる文化がある。
他に、葉が染料に使われる。

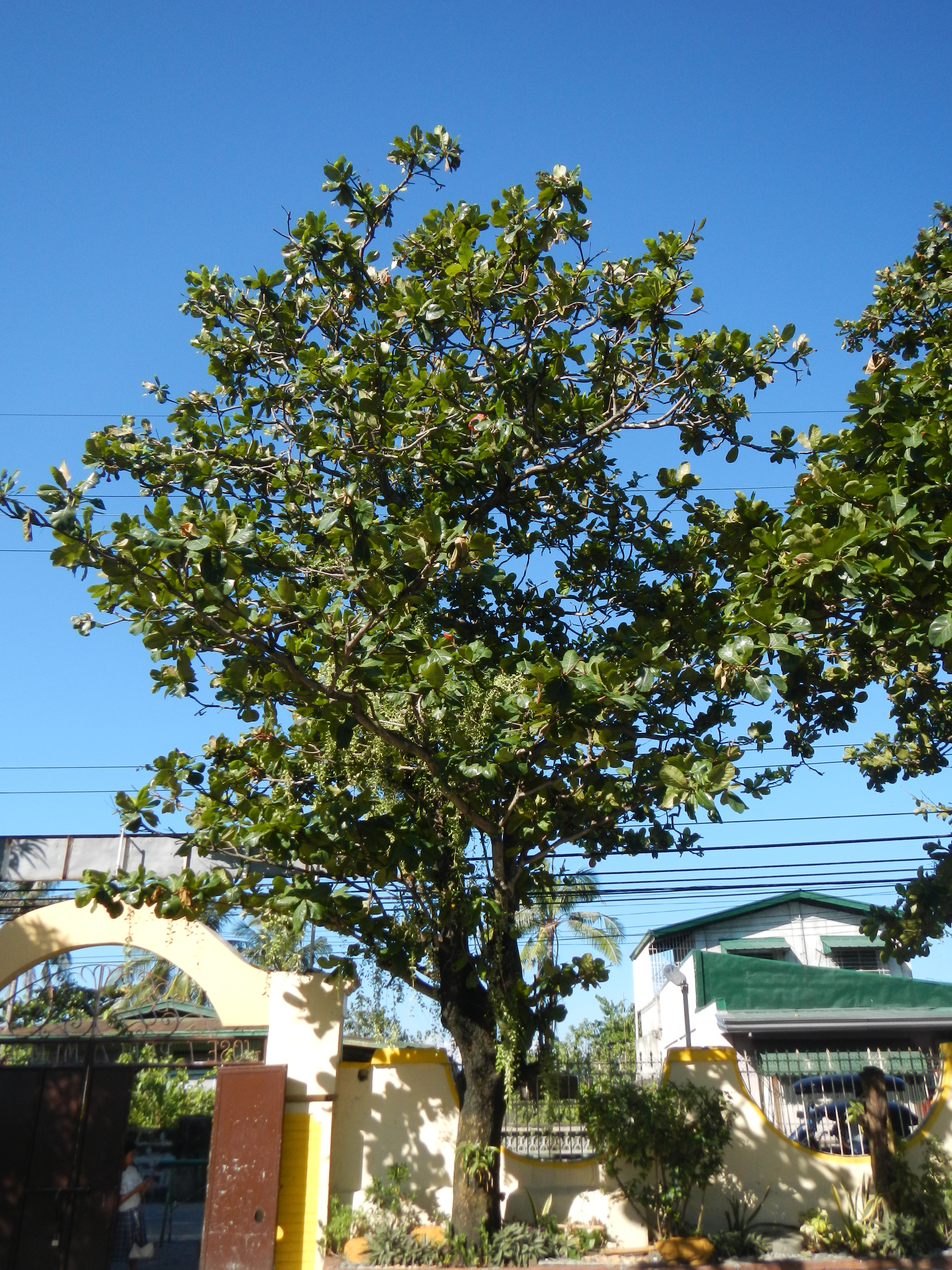
学校の前に植栽されている様子
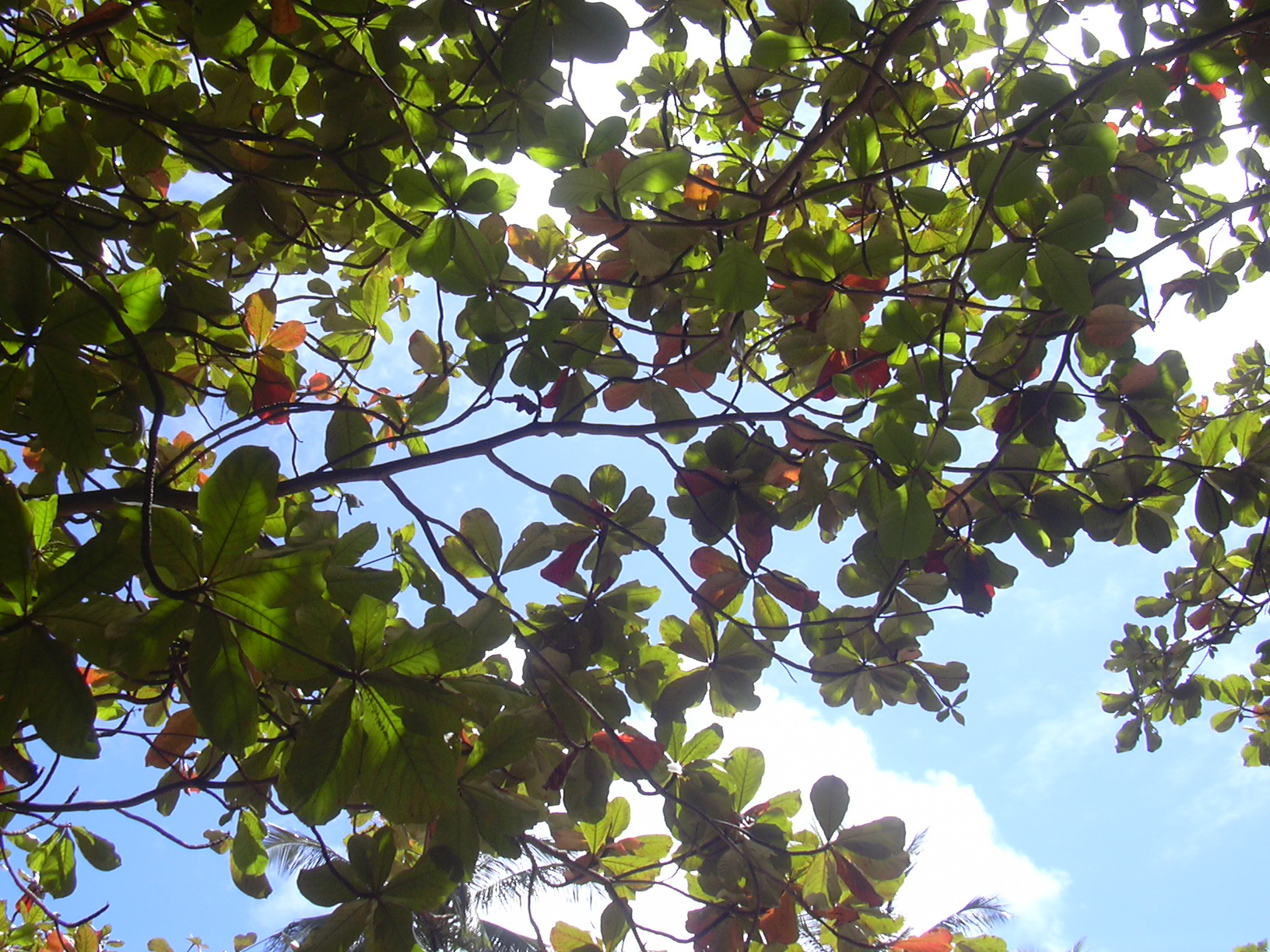
下から見上げた枝
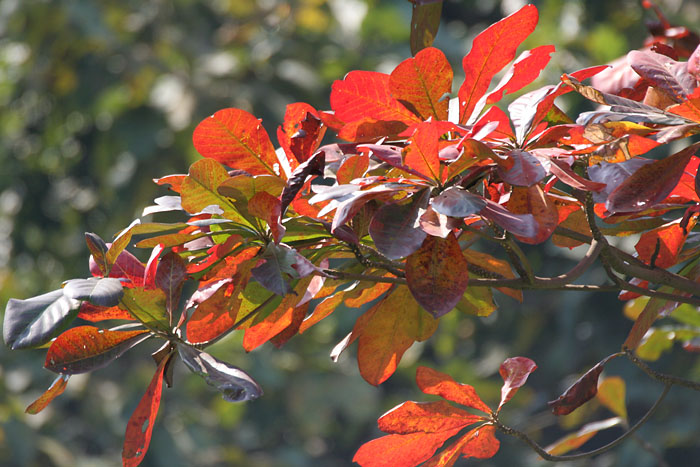
紅葉の様子

琉歌に以下のような本種を詠んだものがある。
こはでさの御月（おつき）まどまどど照ゆる　よそめまどはかて忍いでいまうれ
（こはでさ（本種）の木に照る月影は、枝葉の隙間から漏れてくる位で薄暗く、恋を語るに絶好の場所だから、よそ目にかからぬようこっそり忍んでおいで）